# Suggestopédie
La suggestopédie est une méthode d'apprentissage utilisant l'influence favorable de certaines situations psychologiques sur le développement de la mémoire. Elle est le fruit des travaux de Guéorgui Lozanov, médecin et psychothérapeute bulgare, fondateur et directeur de l'Institut de suggestion de Sofia (1966).

## Méthode
Cette méthode s'appuie sur plusieurs techniques. Les lectures sont faites sur fond de musique baroque avec un tempo de 60 battements à la minute. Les morceaux d'information sont lus aux étudiants au rythme de 4, 8 ou 12 battements, 8 étant le plus fréquent. Le ton de la voix change pour chacun des morceaux d'information, afin de réduire l'ennui et moins perturber l'apprentissage. 
Elle a d'abord été utilisée pour l'enseignement des langues à Sofia, puis à Moscou, à Budapest et en Allemagne de l'Est. Elle a été adaptée et utilisée pour la première fois à l'extérieur des pays de l'Est, à Ottawa, au Canada, en 1973, sous la direction de Gabriel Racle, pour l'enseignement de la langue seconde à des fonctionnaires du gouvernement fédéral. Gabriel Racle a par la suite formé des enseignants au Japon, en Belgique, en France et en Finlande. Il a fait des présentations et participé à de nombreuses conférences internationales sur le sujet.

## Controverses
La suggestopédie n'est encadrée par aucune autorité, et n'importe qui peut se proclamer « suggestopédiste » sans la moindre formation - même si certains instituts privés proposent des formations, dont le diplôme n'a aucune valeur institutionnelle. 
La suggestopédie n'a pas de définition institutionnelle, et un grand nombre de pratiques sans lien entre elles peuvent être proposées par des individus sous cette bannière. En conséquence, l'utilisation de ce terme est placé sous surveillance par la commission de l'Assemblée Nationale sur les dérives sectaires (MIVILUDES) dans le cadre des thérapies pseudo-médicales à risque.